# Nobuhiro Takeda
Nobuhiro Takeda (Hamamatsu, Prefectura de Shizuoka, Japó, 10 de maig de 1967) és un exfutbolista japonès.

## Selecció japonesa
Nobuhiro Takeda va disputar 18 partits amb la selecció japonesa.